# 涌泉坊

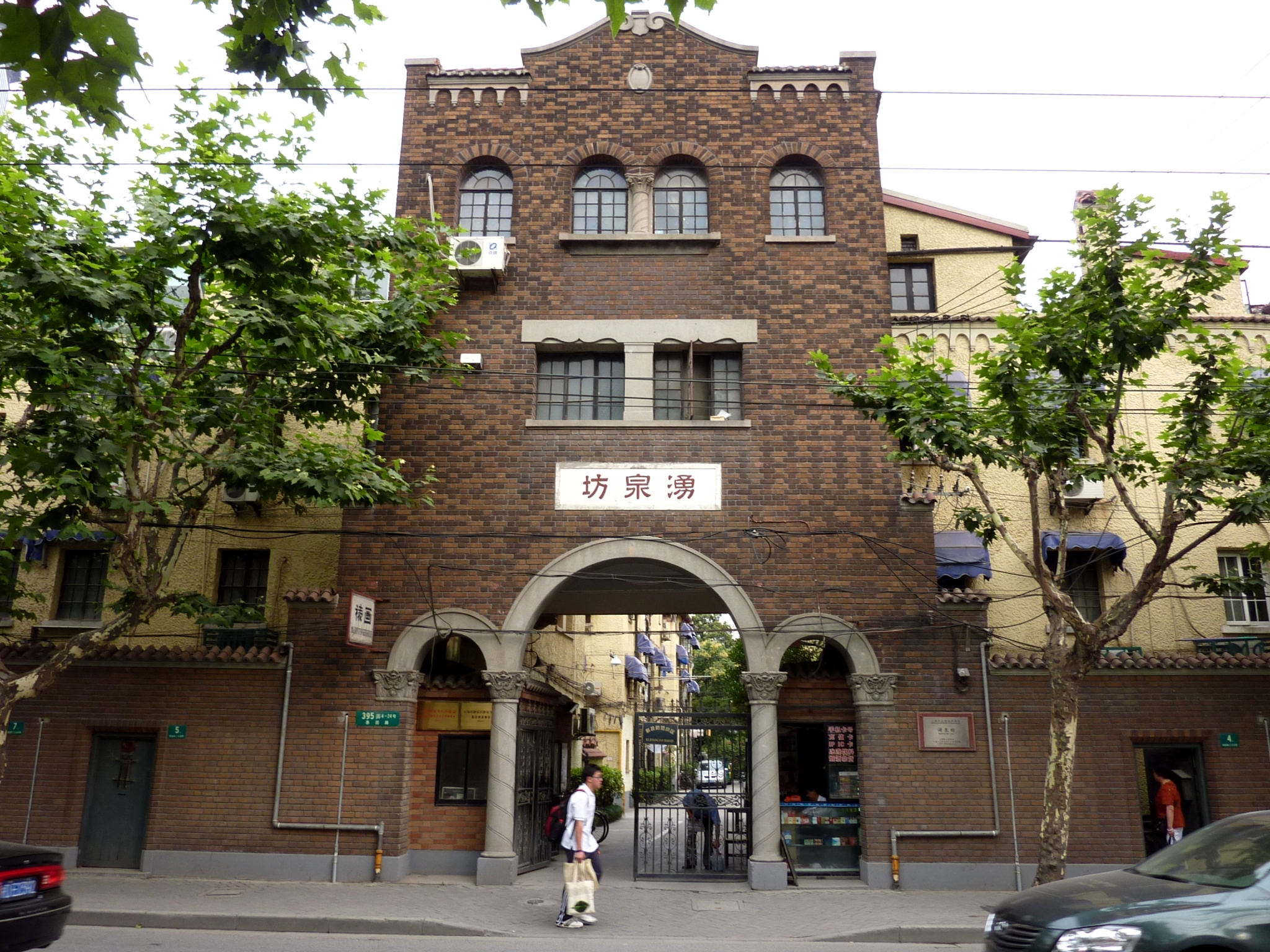
涌泉坊

涌泉坊（英語: Bubbling Well Lane）、は上海市静安区にある住宅団地であり、1934年に起工し、1936年に竣工した。敷地面積は0.53ヘクタールである。
涌泉坊は当時上海有数の高級住宅地だった、15棟の集合住宅と1棟の戸建て住宅から構成する。外観はいずれもスペイン式建築である。1989年、涌泉坊は上海市優秀歴史建築に入選した。
ネーミングは「静安八景」の涌泉亭から由来する。